# 35007
I 35007 sono stati una band olandese. Il loro stile comprende elementi di stoner rock, rock psichedelico, space rock e progressive rock.

## Storia
I 35007 sono nati a Eindhoven sul finire degli anni ottanta, dallo scioglimento dei The Alabama Kids. La prima formazione dei 35007 comprendeva Eeuwout Baart (voce), Mark Sponselee (sintetizzatori), Bertus Fridael (chitarra), Jacco Van Rooy (batteria), Michel Boekhoudt (basso), Luk Sponselee (vj) e Pidah Kloos (tecnico del suono).
Il debutto discografico avvenne nel 1994 con l'album Especially for You. Dopo aver pubblicato il disco omonimo 35007, Jacco van Rooy lasciò la band e venne sostituito alla batteria da Sander Evers. Nel 2001 anche Eeuwout Baart lasciò la band, che continuò come gruppo strumentale. Sea Of Tranquillity fu la prima di tre pubblicazioni interamente strumentali. Nel 2005 i 35007 pubblicarono Phase V, per poi sciogliersi definitivamente.
Le loro esibizioni dal vivo erano accompagnate da effetti visivi, come video psichedelici proiettati sul palco.

## Discografia
- Especially for You - Lazy Eye/Semaphore, 1994
- 35007 (conosciuto anche come Into the void we travelled) - Stickman Records, 1997
- Especially for You (ristampa con una tracklist diversa) - Stickman Records, 1999
- Sea Of Tranquillity (EP) - Stickman Records, 2001
- Liquid - Stickman Records, 2002
- Phase V - Stickman Records